# Guerra catalano-genovese (1330-1336)
La  prima guerra catalano-genovese fu un conflitto medioevale della durata di 6 anni (1330-1336) che vide contrapporsi la Corona d'Aragona e la Repubblica di Genova sostenuta dal Principato di Monaco. Il conflitto confermò lo status quo ante bellum. 

## Antefatti
La conquista aragonese della Sardegna ad opera di Giacomo II d'Aragona nel 1323, convertì l'antica rivalità commerciale tra la Corona d'Aragona e la Repubblica di Genova in guerra aperta: il Consell de Cent e le Corti Catalane proposero ad Alfonso IV d'Aragona l'organizzazione di una armata contra i genovesi.

## La guerra
Guillem de Cervelló i de Banyeres venne posto al comando di un'armata di quaranta galee e trenta llenys avendo come viceammiragli Galceran Marquet e Bernat Sespujades; nel 1331 attaccò Monaco e Mentone, assediando quindi Savona e la stessa Genova, per poi ritirarsi in Sardegna. Nel frattempo Antonio Grimaldi armava un naviglio per attaccare la flotta aragonese. Di fronte all'acuirsi delle ostilità, papa Giovanni XXII tentò senza successo di farsi mediatore di pace tra le due fazioni.
Nel 1332 gli ammiragli della flotta aragonese furono il veguer di Barcellona Pere de Santcliment in primavera, e Francesc de Finestres con Arnau Oliver in inverno. a quell'altezza cronologica Bernat Sespujades respinse l'attacco di 13 galee genovesi a Cagliari, anche se in quel momento disponeva di pochissimi effettivi. 
Nel gennaio 1333 Ottobono Marini venne designato come capitano di dieci galee e, nel mese d'aprile, Ianotto Cigala gli si affiancò con altrettante galee. Il Cigala catturò al largo delle coste siciliane alcune navi barcellonesi che trasportavano grano. Allora quattro navi genovesi attaccarono tre galee e un lleny dei catalani che, a loro volta, catturarono alcune navi genovesi. Così ambedue le parti in conflitto s'inflissero numerosi danni a vicenda. 
Alfonso il Benigno, affinché si addivenisse ad una risoluzione del conflitto, ordinò che le città di Barcellona, Palma di Maiorca e Valencia armassero sessanta galee, di cui almeno trenta dovevano essere pronte nell'aprile 1333, dieci per ciascuna città. L'ammiraglio sarebbe stato Galceran Marquet, al quale fu rinnovata la carica per il 1334.

## Conclusione
Pietro il Cerimonioso firmò la pace il 19 settembre 1336, dopo aver stabilito una tregua pochi mesi prima con l'intervento di Papa Benedetto XII.

## Conseguenze
La guerra permise di conquistare la città ribelle di Sassari, chiave per il dominio del nord della Sardegna e delle rotte marittime.